# 5967 Edithlevy
5967 Edithlevy (1991 CM5) là một tiểu hành tinh vành đai chính bên trong được phát hiện ngày 9 tháng 2 năm 1991 bởi Shoemaker, C. S. ở Palomar.